# Jasenovac
Jasenovac ([jasěnoʋat͡s]) es una ciudad y municipio croata de la parte oeste de Eslavonia, en el sur del condado de Sisak-Moslavina, en la confluencia del río Una en el Sava. 

## Geografía
El municipio de Jasenovac, ocupa una zona de tierras bajas con clima continental, rodeada por los ríos Trebež, Sava, Una y Struga. Incluye diez asentamientos ubicados en 168,5 km2.
Entre los asentamientos se contabiliza a la propia ciudad de Jasenovac que se encuentra a una altitud de 93 m s. n. m. a 111 km de la capital nacional, Zagreb. Ubicada en la confluencia de los ríos Una y Sava, la ciudad es el centro administrativo, cultural y de tránsito del municipio.

## Demografía
Según el último censo realizado (2021), el total de población del municipio fue de 1.583 habitantes, distribuidos en las siguientes localidades:
- Drenov Bok - 81
- Jasenovac - 531
- Košutarica - 206
- Krapje - 101
- Mlaka - 26
- Puska - 262
- Tanac - 97
- Trebež - 40
- Uštica - 120
- Višnjica Uštička - 119.

El siguiente cuadro indica la evolución demográfica del municipio. La caída de la población casi es permanente desde la Segunda Guerra Mundial.
|                        | 1857 | 1869 | 1880 | 1890 | 1900 | 1910 | 1921 | 1931 | 1948 | 1953 | 1961 | 1971 | 1981 | 1991 | 2001 | 2011 |
| ---------------------- | ---- | ---- | ---- | ---- | ---- | ---- | ---- | ---- | ---- | ---- | ---- | ---- | ---- | ---- | ---- | ---- |
| Municipio de JASENOVAC | 7482 | 8342 | 8162 | 8595 | 8418 | 8733 | 7877 | 7951 | 5804 | 5825 | 5658 | 4658 | 4117 | 3599 | 2391 | 1997 |
| Drenov Bok             | 844  | 955  | 881  | 885  | 898  | 922  | 840  | 770  | 656  | 666  | 585  | 431  | 318  | 222  | 143  | 82   |
| Jasenovac              | 2086 | 2355 | 2468 | 2410 | 2330 | 2365 | 2176 | 2278 | 1394 | 1486 | 1487 | 189  | 1222 | 1148 | 780  | 653  |
| Košutarica             | 532  | 628  | 657  | 719  | 815  | 802  | 753  | 734  | 692  | 670  | 566  | 431  | 346  | 301  | 282  | 264  |
| Krapje                 | 1316 | 1363 | 1162 | 1217 | 1178 | 1080 | 957  | 890  | 847  | 740  | 617  | 443  | 362  | 251  | 179  | 141  |
| Mlaka                  | 955  | 1046 | 1038 | 1178 | 1059 | 1176 | 943  | 1106 | 231  | 307  | 526  | 425  | 361  | 364  | 30   | 58   |
| Puska                  | 789  | 866  | 801  | 832  | 782  | 832  | 804  | 746  | 646  | 566  | 501  | 424  | 449  | 346  | 321  | 293  |
| Tanac                  | x    | x    | x    | 80   | 135  | 182  | 195  | 175  | 200  | 205  | 189  | 197  | 194  | 159  | 167  | 129  |
| Trebež                 | x    | x    | x    | x    | x    | x    | x    | x    | 53   | 109  | 129  | 86   | 39   | 84   | 77   | 53   |
| Uštica                 | 960  | 1129 | 1155 | 1216 | 1126 | 1194 | 968  | 999  | 754  | 766  | 744  | 639  | 554  | 464  | 214  | 177  |
| Višnjica               | x    | x    | x    | 58   | 95   | 180  | 241  | 253  | 331  | 310  | 314  | 293  | 272  | 260  | 198  | 144  |

## Historia
Su nombre significa "fresno" o "bosque de fresnos" en idioma croata, debido a que el área está rodeada de este tipo de bosques.

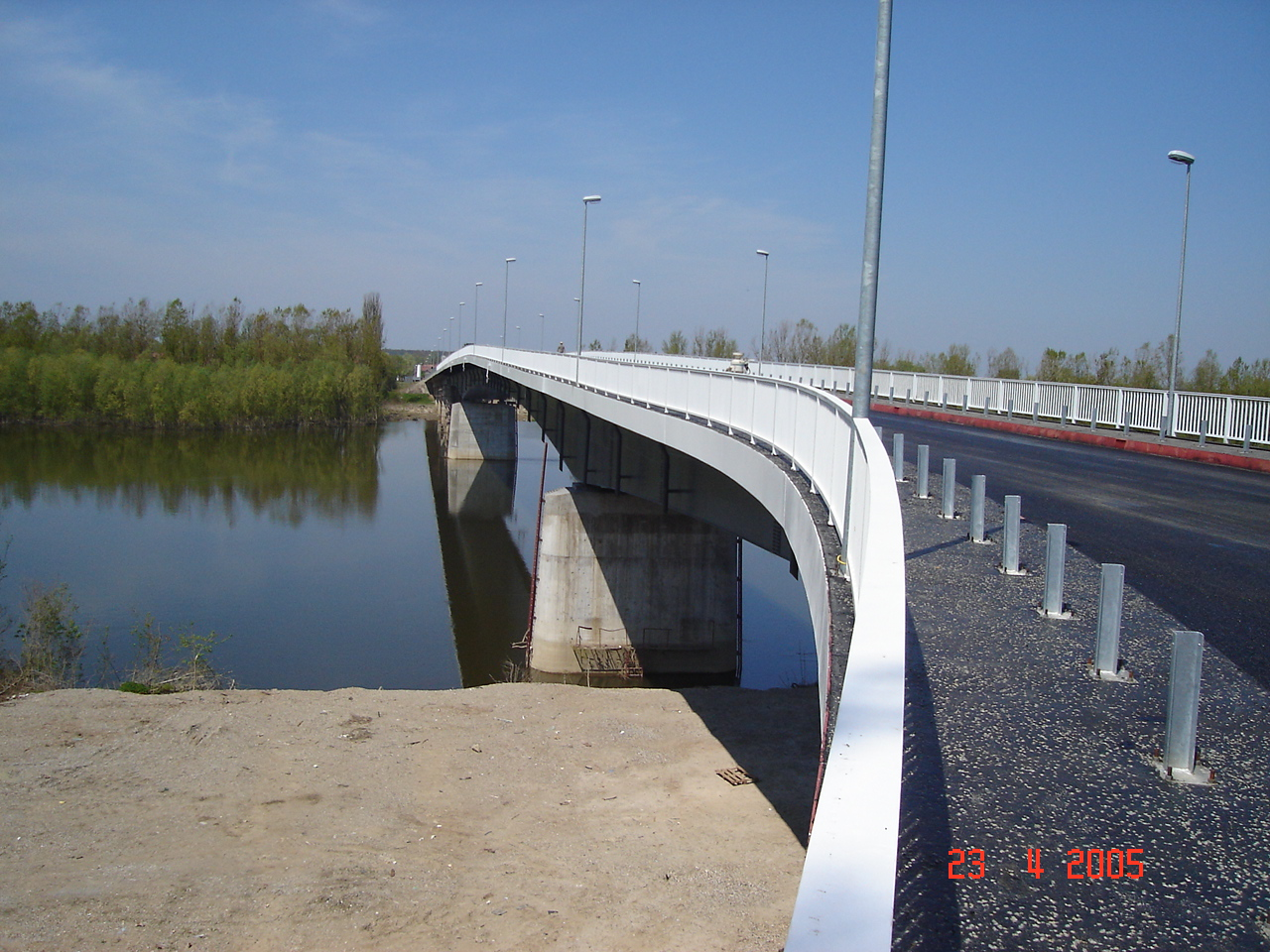
Puente nuevo internacional Donja Gradina (BiH) - Jasenovac (HR)

### Segunda Guerra Mundial
Durante la Segunda Guerra Mundial, Jasenovac integró el Estado Independiente de Croacia (NDH), estado títere de los alemanes a partir de la invasión a Yugoslavia de abril de 1941.
Al finalizar la contienda, en la noche del 30 de abril al 1 de mayo de 1945, la 1.ª compañía del 3.º batallón de la 24.ª brigada de la 45.ta División Partisana avanzó sobre Jasenovac desde la margen derecha del Sava y entró en la localidad. La misma había sido abandonada por las tropas Ustachas después de haberla incendiado previamente. La compañía estableció una conexión con partes del 1.° Ejército (21.º División) en el lugar
Otra fuente señala que la localidad fue ocupada por la 4.ª Brigada Serbia de la 23.ª División del Ejército Popular Yugoslavo el 2 de mayo.

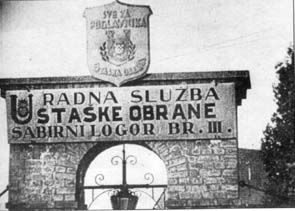
Arco de ingreso al Campo de Concentración de Jasenovac

#### Campo de Jasenovac. Complejo de campos
Durante la Segunda Guerra Mundial, la localidad alcanzó una trágica notoriedad debido a la presencia del campo de concentración de Jasenovac. Éste dio su nombre al complejo de campos de exterminio de los Ustasha instalaron a ambas márgenes del río Sava. Según la fundación Yad Vashem, centenares de miles de hombres, mujeres y niños fueron asesinados en este campo, incluyendo serbios, gitanos, judíos, croatas que se oponían al régimen de Ustasha, musulmanes, eslovenos, checos, ucranianos, rutenos, italianos, alemanes, montenegrinos, húngaros, polacos y rumanos. De ellos, alrededor de 25.000 eran judíos, la mayoría de los cuales fueron llevados antes de agosto de 1942, momento en que los nazis comenzaron a deportar a los judíos de Croacia hacia Auschwitz.
Los trabajos preliminares para el establecimiento del campo comenzaron en julio de 1941. La selección del lugar se debió a la presencia de la línea ferroviaria Zagreb - Sisak - Novska, a que se trataba de un área amplia y llana, fácil de controlar y a que era un lugar difícil atacar.
El complejo de Jasenovac consistía en una serie de subcampos que se fueron abriendo en forma sucesiva: 
- Campo I (Krapje). Cerrado en noviembre de 1941.
- Campo II (Bročice). Cerrado en noviembre de 1941.
- Campo III (Jasenovac - Fábrica de ladrillos). Funcionó como jefatura y campo de exterminio.
- Campo IV (Ciglana - Curtiembre).
- Campo V (Stara Gradiška).

Los detenidos realizaban trabajos agrícolas estacionales en las granjas de Mlaka, Jablanac, Gređani, Bistrica y Feričanci.

#### Campo en Jasenovac
Este campo es producto de la reubicación de los campamentos de Krapje y Bročice realizado en noviembre de 1941. El nuevo campamento se conformó en una planta industrial perteneciente a la familia Bačić, conocida como Fábrica de Ladrillos, aproximadamente a un kilómetro del pueblo de Jasenovac.
El campo de concentración en Jasenovac también cumplió varios propósitos, siendo un campo de concentración (para hombres, mujeres y niños de todas partes del Estado Independiente de Croacia), un campo de tránsito (desde donde se enviaba a algunos prisioneros a trabajos forzados bajo control de los alemanes), campamento de obra, un campo penal (algunos prisioneros fueron enviados allí para cumplir sentencias impuestas por crímenes) y un campo de prisioneros de guerra (para partisanos capturados y miembros del Movimiento Popular de Liberación y Chetniks). Sobre todo, era un campo de exterminio.
Después de que los Aliados bombardearan el campo en marzo y abril de 1945, destruyendo varios edificios del campo, se ordenó la liquidación de los restantes detenidos  y demolerlo para ocultar pruebas de los crímenes cometidos. Los detenidos fueron puestos a exhumar e incinerar los cuerpos de los asesinados. El 21 de abril de 1945, el último grupo de unas 700 mujeres fue liquidado y 1.073 hombres restantes fueran confinados a un sector. Ante el temor de lo que se les avecinaba, al día siguiente, intentaron escapar pero solo 92 sobrevivieron. Similar suerte corrieron 167 detenidos de Ciglana de los cuales solo 11 se salvaron.

#### Víctimas
Determinar el número de víctimas es muy problemático debido a la destrucción de muchos documentos relevantes, la inaccesibilidad a largo plazo a aquellos que sobrevivieron a los académicos independientes y las agendas ideológicas de posguerra que han estado y siguen estando influenciadas por la tensión étnica, los prejuicios religiosos y el conflicto ideológico. 
Actualmente se estima que el régimen de Ustaša asesinó entre 77.000 y 99.000 personas en Jasenovac entre 1941 y 1945.

### Guerra de Croacia
La Guerra de Croacia afectó a la localidad. Durante la primera parte de la contienda de desintegración yugoslava, quedó en territorio bajo dominio de las nuevas autoridades croatas.  
El puente ferroviario sobre el río Sava fue demolido por los Yugoslavos. El 8 de octubre de 1991, ingresó a Jasenovac la 6.º Brigada del JNA junto con otras unidades. A pesar de varios contraataques croatas, quedó bajo poder yugoslavo cuando los contendientes acataron el alto al fuego el 3 de enero de 1992. 
A partir de entonces, el poder lo ejerció la Región Serbia de Eslavonia Occidental constitutiva de la autoproclamada República Serbia de Krajina. El 1 de mayo de 1995, el Ejército Croata ejecutó la Operación Bljesak ocupando la ciudad y provocando que los serbios huyan hacia Bosnia.
En 2005, un nuevo puente fue inaugurado, con la financiación de Croacia y de la Comisión Europea.

## Lugares para visitar

### Colección étnica "Palaić"

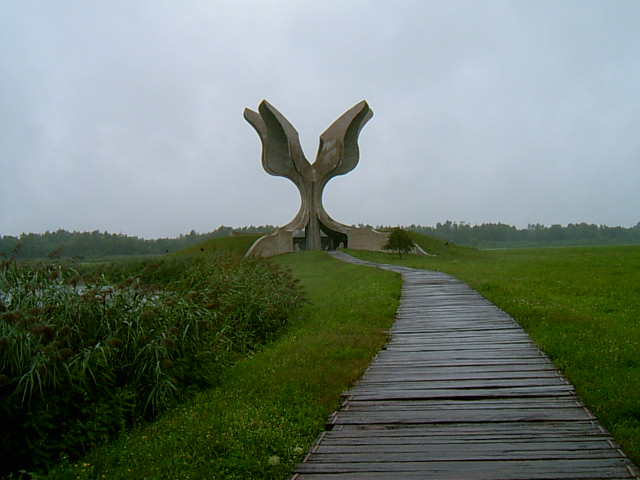
Flor conmemorativa diseñada por Bogdan Bogdanović construida en el sitio del antiguo campo III de Jasenovac. Consta de una base con seis nichos separados por muros de hormigón a lo largo de cuyas bases se encuentran pilas para el agua y una columna central que se prolonga hacia el manto desarrollado de la flor. Seis losas en forma de trapecio se extienden hasta la parte del techo de los nichos. La cripta del monumento está pavimentada con durmientes de ferrocarril.

Propietario: Marijan Palaić.

### Área conmemorativa de Jasenovac. Museo de la Memoria

#### Posguerra
Un el Informe del Instituto de Conservación de la República de Croacia del 15 de abril de 1956 señaló que aún quedaban restos de cuarteles y otros edificios (cimientos y partes de los muros) en lo que había sido el campo de Concentración en Jaenovac, que la fábrica de ladrillos se había conservado en gran parte, que estaban las vías del tren del campamento y los cimientos del muro del mismo. Se propusieron medidas para proteger los restos de los edificios y para marcar y reordenar las fosas comunes. Se erigió una cerca de alambre y se marcaron los edificios con letreros.
En septiembre de 1960, el Comité Central de la Federación de Organizaciones de Veteranos de Guerra de Yugoslavia invitó a los arquitectos Zdenko Kolacije y Bogdan Bogdanović a presentar propuestas para conmemorar el campo de concentración de Jasenovac. Se adoptó la propuesta de Bogdanović: el Memorial de la Flor, “signo de eterna renovación- un edificio como una superestructura en dos direcciones- con una cripta mirando hacia las víctimas, en las que se plantan sus raíces y corona y una especie de cúpula inversa- mirando hacia la luz y el sol. Simbólicamente, hacia la vida y la libertad…”. El monumento está hecho de hormigón armado. Consta de una base con seis nichos separados por muros de hormigón, a lo largo de cuyas bases se encuentran pilas para el agua y una columna central que se prolonga hacia el manto desarrollado de la flor. Seis losas en forma de trapecio se extienden hasta la parte del techo de los nichos. La cripta del monumento está pavimentada con durmientes de ferrocarril.
Las ubicaciones de los edificios del campamento fueron marcadas por huecos en el suelo en forma de pirámides inversas poco profundas y las tumbas y lugares de tortura por conos poco profundos de tierra apisonada.

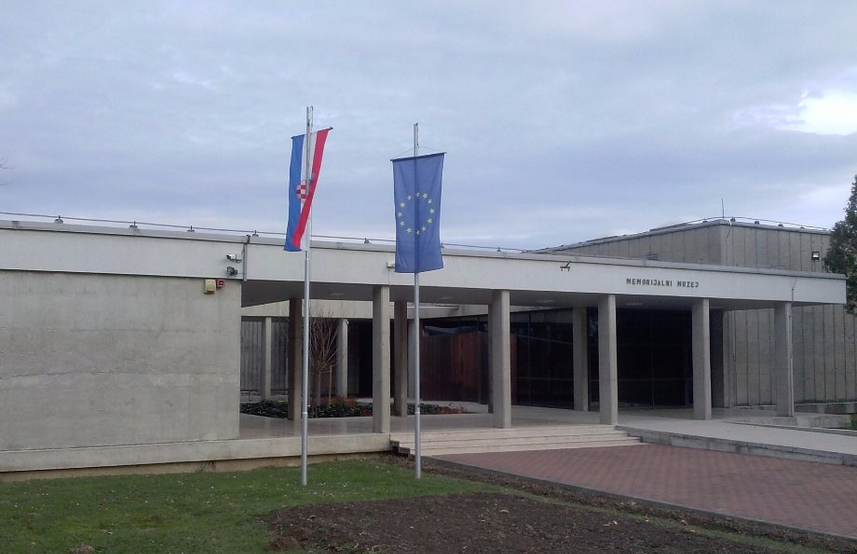
Museo conmemorativo de Jasenovac

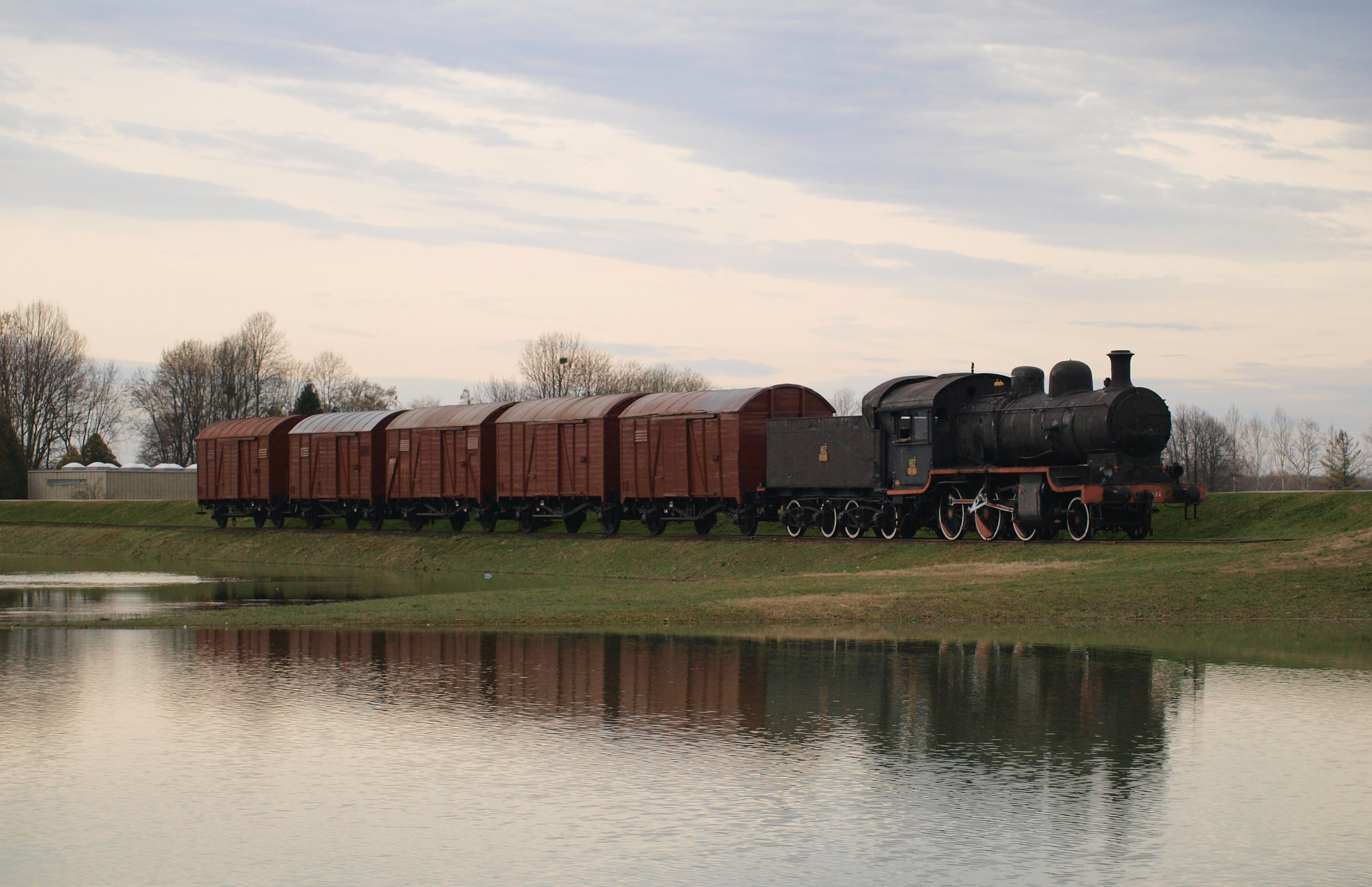
Formación del tren conmemorativo instalado en 1989 en el antiguo campo III (Fábrica de Ladrilles) de Jasenovac. Ubicado en el lugar donde se detenían los transportes de prisioneros. Locomotora de vapor (serie 20-184), un tándem y cinco vagones de mercancías G de dos ejes, construida en 1922.

El monumento se inauguró oficialmente el 4 de julio de 1966.
En el edificio de la Curtiembre, que formaba parte del campamento ubicado en Jasenovac, se erigió una placa conmemorativa. En el centro de Jasenovac, se erigió un monumento titulado "Madre e hijo", del escultor Stanko Jančić, en memoria de los 367 pobladores que murieron.
El autor del diseño del edificio del área conmemorativa fue Petar Vovk, mientras que el autor del diseño del interior de la sala de exposiciones fue Đuka Kavurić. La primera exposición fue preparada por el Museo de la Revolución Popular Croata, de Zagreb, y la autora del concepto de diseño para esta fue Ksenija Dešković. En la pared opuesta a las puertas de la sala de exposiciones se colocó una escultura titulada “Socorro dedicado a las víctimas del fascismo en Jasenovac”, del escultor Dušan Džamonja.
Para 1971 se habían terminado todas las edificaciones y el paisajismo del entorno.

#### Guerras Yugoslavas
Con el inicio de la guerra en agosto de 1991, el edificio del Museo Conmemorativo se preparó para la evacuación, pero antes de que su contenido pudiera trasladarse a un área fuera de la zona de guerra, Jasenovac y el Sitio Conmemorativo fueron ocupados el 8 de octubre de 1991 por tropas Yugoslavas. El inventario del museo se transfirió a Bosanska Dubica y desde allí, a Bania Luka. A partir de enero de 1992, el sector quedó en manos de la Región Serbia de Eslavonia Occidental hasta mayo de 1995.

#### Renovación
Poco después de que el área pasara a manos croatas el 1 de mayo de 1995, una comisión especial del Ministerio de Cultura, responsable de enumerar y evaluar los daños causados por la guerra a los monumentos culturales, confirmó la magnitud real de los daños.
Se constató que habían desaparecido o destruido 7.705 objetos del museo junto con unos 2.500 títulos de la biblioteca, y los daños materiales de guerra se estimaron en 690.570 marcos alemanes.
Se inició una extensa reordenación y revitalización del área, incluida la remoción de minas y el paisajismo del entorno, la restauración del Museo y los edificios de oficinas y el trabajo de investigación para restaurar el monumento de Bogdan Bogdanović, junto con la restauración y conservación del tren del campamento.
El Ministerio de Cultura y el Sitio Conmemorativo de Jasenovac solicitaron la devolución del inventario del museo con la ayuda de instituciones internacionales. Sobre la base de un acuerdo firmado entre el Museo del Holocausto de Washington y el Ministerio de Cultura, parte del inventario del museo y del archivo (7.705 artículos) que se almacenaba en Banja Luka, en diciembre de 2001, fue devuelto al Sitio de la Memoria.

#### Actualidad
Para febrero de 2004 se había completado la revisión del inventario del museo, lo que significaba que podía comenzar a trabajar en la preparación de una nueva exposición permanente. La idea básica detrás de la nueva exposición era restaurar la dignidad humana de las víctimas de Jasenovac, los asesinados y los que sobrevivieron, preservar su memoria como individuos y, a través de sus tragedias personales, presentar a cada visitante la verdad sobre uno de los lugares de ejecución y difundir el mensaje de que deben erradicarse todas las formas de violencia.
La tercera exposición permanente del Museo Memorial de Jasenovac se inauguró, junto con el Centro de Educación, el 27 de noviembre de 2006.

## Cultura

### Biblioteca y sala de lectura.
La biblioteca pública y sala de lectura comenzó a funcionar en 1998 y fue terminada y equipada con el apoyo financiero del Ministerio de Cultura.
El fondo del libro cuenta con 10.640 libros gracias a los fondos destinados a la compra de libros adquiridos por el Ministerio de Cultura, así como fondos de la Municipalidad de Jasenovac.